# Talsperre Alfândega da Fé
Die Talsperre Alfândega da Fé (portugiesisch Barragem de Alfândega da Fé) liegt in der Region Nord Portugals im Distrikt Bragança. Sie staut den Alambiques zu einem Stausee auf. Die Kleinstadt Alfândega da Fé befindet sich ungefähr zwei Kilometer südlich der Talsperre.
Mit dem Projekt zur Errichtung der Talsperre wurde im Jahre 1968 begonnen. Der Bau wurde 1970 fertiggestellt. Die Talsperre dient neben der Trinkwasserversorgung auch der Bewässerung. Sie ist im Besitz des Instituto da Água (INAG).

## Absperrbauwerk
Das Absperrbauwerk besteht aus einem Staudamm mit einer Höhe von 27 m über der Gründungssohle (25 m über dem Flussbett). Die Dammkrone liegt auf einer Höhe von 628 m über dem Meeresspiegel. Die Länge der Dammkrone beträgt 750 m und ihre Breite 6 m. Das Volumen des Staudamms umfasst 520.000 m³.
Der Staudamm verfügt sowohl über einen Grundablass als auch über eine Hochwasserentlastung. Über den Grundablass können maximal 2,5 m³/s abgeleitet werden, über die Hochwasserentlastung maximal 1 m³/s.

## Stausee
Beim normalen Stauziel von 626,5 m (maximal 626,7 m bei Hochwasser) erstreckt sich der Stausee über eine Fläche von rund 0,22 km² und fasst 1,6 Mio. m³ Wasser – davon können 1,3 Mio. m³ genutzt werden. Das minimale Stauziel liegt bei 607 m.